# Parafia św. Stanisława w Mniowie
Parafia Świętego Stanisława – parafia rzymskokatolicka w Mniowie (diecezja kielecka, dekanat łopuszański). Erygowana w 1655. Mieści się przy ulicy Gajowej. Duszpasterstwo w niej prowadzą księża diecezjalni.
Obecny kościół parafialny w Mniowie został wzniesiony ok. 1655.
12 grudnia 2024 zginął w tragicznym wypadku samochodowym wieloletni proboszcz parafii ks. Tadeusz Bielecki.